# Polymeer

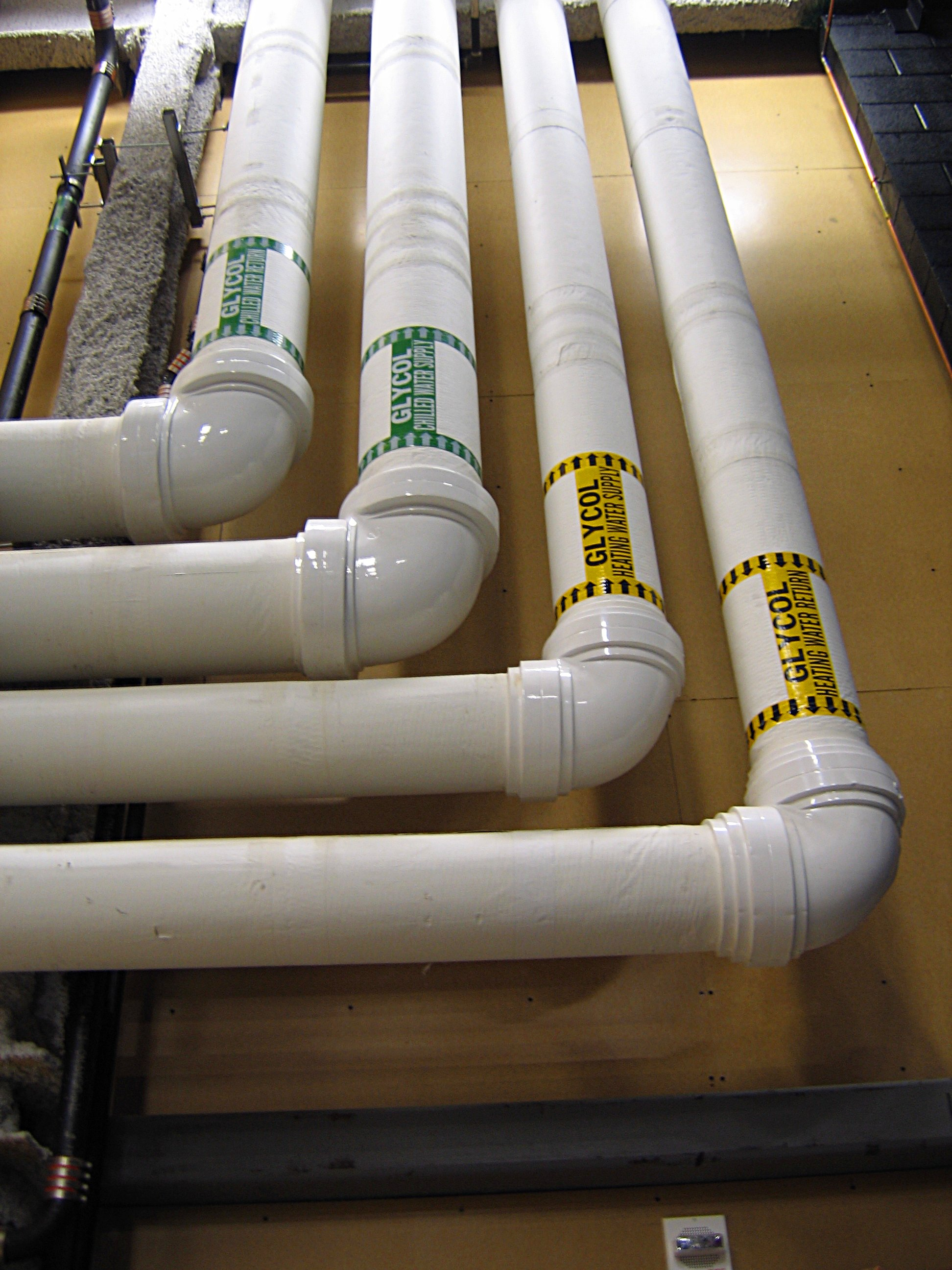
Buizen van polyvinylchloride (pvc), een synthetisch polymeer.

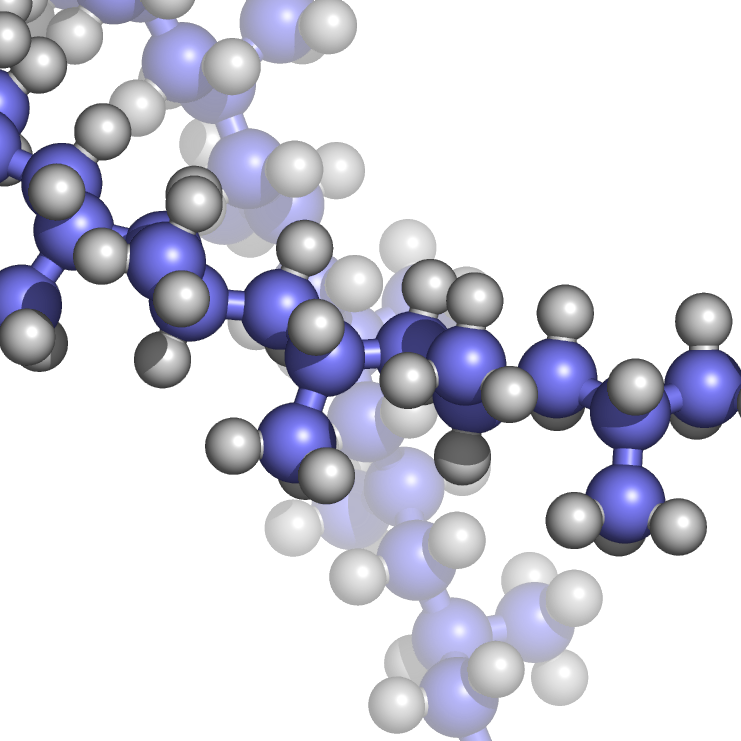
Molecuulmodel van een lineair polymeer, in dit geval polypropyleen.

Een polymeer (Grieks: poly, 'veel' en meros, 'deel') is een organisch molecuul dat bestaat uit een opeenvolging van identieke - of soortgelijke - delen of monomeren, die chemisch aan elkaar zijn gekoppeld. Polymeren worden bestudeerd in de polymeerchemie en de polymeerfysica.

## Onderverdeling polymeren
Polymeren kunnen op verschillende wijzen worden ingedeeld:
- op basis van de soort polymerisatie-reactie: condensatiereacties versus additiereacties.
- op basis van herkomst: natuurlijke polymeren tegenover synthetische polymeren of kunststoffen.

De meeste natuurlijke, biologische polymeren zijn condensatiepolymeren, maar natuurlijk rubber, gewonnen uit de rubberboom, is een additiepolymeer. 
Synthetische polymeren worden verder onderverdeeld op basis van hun materiaaleigenschappen: respectievelijk thermoplasten, thermoharders en elastomeren.

## Vormingsreactie

### Condensatiepolymeren
Bij condensatie-polymerisatie reageren twee functionele groepen van twee respectievelijke monomeren met elkaar, zodat deze twee moleculen aan elkaar worden gekoppeld tot een dimeer. Tijdens deze koppeling wordt een klein molecuul afgesplitst, vaak water (bijvoorbeeld bij de vorming van biopolymeren in de cellen), maar ook ammoniak, waterstofchloride of methanol komen voor. En als deze reactie steeds opnieuw kan worden herhaald, doordat iedere (identieke) monomeer aan beide kanten een functionele groep heeft, wordt er uiteindelijk een polymeer gevormd. Op deze manier kunnen respectievelijk polyesters gevormd worden door een ketting van esterbindingen (bijvoorbeeld polyethyleentereftalaat (PET)), polyethers door een ketting van etherbindingen, polyamiden door een ketting van amidebindingen, enzovoort. Deze vormingswijze verloopt geleidelijk aan, waardoor de reactiesnelheid van condensatie ten opzichte van additie als traag mag worden beschouwd.

### Additiepolymeren
Naast bovenstaand type polymerisatie is er de polymerisatie door additie aan een dubbele binding: dit wordt gebruikt voor de polymerisatie van alkenen en alkynen, bijvoorbeeld tot polyetheen maar ook rubber. Deze polymerisatiereactie wordt meestal additie genoemd en wordt geïnitialiseerd door een radicaal. Net door deze radicaalvorming kan een keten erg snel gemaakt worden. Nadeel is wel dat als twee radicalen met elkaar binden, het polymeer niet meer kan 'aangroeien'. Additiepolymeren zijn altijd ketenpolymeren.
Verschillende polymeren kunnen gemengd worden in blends of chemisch verbonden in copolymeren.

## Materiaaleigenschappen synthetische polymeren

### Thermoplasten
Thermoplasten zijn smeltbare polymeren, ze kunnen in een vorm gegoten worden. Deze polymeren bestaan meestal uit onvertakte of lichtvertakte ketens, die worden gevormd uit uit een of meerdere soorten monomeren. Pvc en polystyreen zijn voorbeelden van thermoplasten. Thermoplasten worden vaak in de juiste vorm gebracht door ze te smelten en in een mal te spuiten. De molecuulketens kunnen langs elkaar schuiven als de vanderwaalskracht tussen de moleculen overwonnen wordt.
Thermoplasten kunnen door hun eigenschappen (smeltbaar) goed gerecycleerd worden. Een groot voordeel van thermoplasten is de reversibiliteit van het opwarmen.

### Thermoharders
Thermoharders zijn netwerken (3D) van ketens, minimaal 10-50% vernet. De polymeren krijgen hierdoor de vorm van een netwerkpolymeer en zullen vaak ontleden voordat ze smelten. Dit maakt het productieproces voor thermoharders ingewikkelder dan voor thermoplasten. Thermoharders zullen bijvoorbeeld als twee componenten in een mal gebracht moeten worden, waar ze reageren tot het uiteindelijke polymeer. Door de onderlinge verbinding van de ketens vormt het polymeer bijna één groot molecuul. Thermoharders kunnen slechts moeilijk gerecycleerd worden, omdat ze niet opnieuw gesmolten kunnen worden.

### Elastomeer
Een elastomeer bevat crosslinks (beperkt in aantal). Crosslinks in het materiaal zorgen voor een grote elastische vervormbaarheid. Er is wat beweging tussen de moleculen mogelijk, en als de uitwendige kracht wegvalt, nemen de moleculen hun oorspronkelijke weer vorm aan. De moleculen zijn elastisch. Een mooi voorbeeld hiervan is gevulkaniseerd rubber. Tussen de polymeren worden zwavelbruggen aangebracht, waardoor het rubber bij opwarming minder tot niet meer vloeibaar wordt. Dit aanbrengen van zwavelbruggen in rubber heet vulkanisatie. Als gevulkaniseerd rubber een uitwendige kracht ondervindt, zullen de zwavelverbindingen meegeven zolang de kracht aanhoudt. Verdwijnt de kracht, dan zullen de zwavelbruggen weer hun oorspronkelijke positie innemen. Het rubber is elastisch.

## Herkomst

### Synthetische polymeren
Onder meer plastics zijn synthetische polymeren. Voorbeelden van synthetische polymeren:
- acrylonitril butadieen styreen (ABS, een copolymeer)
- aramide
- bakeliet (PF)
- polyethyleentereftalaat (PET)
- polytetrafluoretheen (PTFE, teflon)
- polyacrylaat
- polyacrylamide
- polyetheen (PE)
  - HDPE
  - LDPE
  - LLDPE
- polyurethaan (PU)
- polyvinylacetaat (PVAC)
- polyvinylalcohol (PVOH)
- polyvinylchloride (pvc)
- polypropeen (PP)
- polybutyleen (PB)
- polyethyleenglycol (PEG)
- polypropyleenglycol (PPG)
- polybutadieen (synthetische rubber)
- polystyreen (PS)
- polymethylmethacrylaat (PMMA, plexiglas)
- styreen

Algemene klassen van synthetische polymeren met een bepaalde vorm, maar waarvan varianten bestaan door verschillende monomeren te kiezen:
- polyester
- nylon
- polycarbonaat
- synthetisch rubber
- polyolefinen

### Biopolymeren
Eiwitten en polysachariden zijn natuurlijke polymeren. Onder de polysachariden vallen, naast zetmeel (het hoofdbestanddeel van granen), ook cellulose en lignine (de twee belangrijkste bestanddelen van hout), en chitine, de grondstof voor het exoskelet van insecten. De belangrijkste biopolymeren op een rij:
- cellulose (het meest voorkomende natuurlijke polymeer ter wereld)[2]
- zetmeel
- chitine
- rubber
- lignine
- eiwitten
- DNA
- RNA